# Aponogeton troupinii
Aponogeton troupinii är en enhjärtbladig växtart som beskrevs av Jean Raynal. Aponogeton troupinii ingår i släktet Aponogeton och familjen Aponogetonaceae. Inga underarter finns listade.